# Acanthocereus macdougallii
Acanthocereus macdougallii ist eine Pflanzenart in der Gattung Acanthocereus aus der Familie der Kakteengewächse (Cactaceae). Das Artepitheton macdougallii ehrt Thomas Baillie MacDougall (1895–1973).

## Beschreibung
Acanthocereus macdougallii wächst strauchig mit ungeregelt über der Bodenoberfläche verzweigten Trieben und erreicht Wuchshöhen von 2,4 bis 3 Meter. Die langen braunen Wurzeln sind knollenförmig. Die Triebe sind zylindrisch. Ältere Triebe sind braun, dreieckig und weisen einen Durchmesser von bis zu 6,5 Zentimeter auf. Blühfähige Triebe sind dunkelgrün purpurn überhaucht, dreikantig und bis zu 130 Zentimeter lang. Meist sind drei gewellte Rippen vorhanden. Die Dornen sind unterschiedlich auffällig. Sie sind grau mit einer dunkleren Spitze, konisch bis nadelig und 1,5 bis 20 Millimeter lang.
Die leicht duftenden, grünlich weißen Blüten öffnen sich in der Nacht. Sie sind 8,5 bis 9 Zentimeter lang und weisen einen Durchmesser von 5,5 Zentimeter auf. Das Perikarpell ist gehöckert und mit bräunlicher Wolle sowie borstenartigen Dornen besetzt. Die verkehrt birnenförmigen Früchte sind scharlachrot.

## Verbreitung, Systematik und Gefährdung
Acanthocereus macdougallii ist in den mexikanischen Bundesstaaten Oaxaca und Chiapas verbreitet.
Die Erstbeschreibung als Peniocereus macdougallii erfolgte 1947 durch Ladislaus Cutak. Joël Lodé stellte die Art 2013 in die Gattung Acanthocereus.
In der Roten Liste gefährdeter Arten der IUCN wird die Art als „Endangered (EN)“, d. h. als stark gefährdet geführt.

## Nachweise